# Anders Hove
Anders Tøfting Hove (Aasiaat, 16 gennaio 1956) è un attore groenlandese naturalizzato danese.
Prolifico caratterista di TV e cinema sia danese che statunitense, è particolarmente noto per aver interpretato il cattivo Cesar Faison nella soap opera General Hospital e nei relativi spin-off a partire dagli anni novanta.

## Biografia
È nato in Groenlandia da genitori danesi, l'omonimo meteorologo Anders Tøfting Hove, che aveva anche ricoperto ruoli politici all'interno del comune di Aasiaat negli anni sessanta, e la maestra d'asilo Birthe Jensen. Oltre alle sue due sorelle minori, è il fratello adottivo dell'artista visiva Anne-Birthe Hove (1951–2012). Quando aveva 14 anni, la sua famiglia si è trasferita nuovamente in Danimarca, a Thisted, dove ha completato gli studi in giurisprudenza ed economia per poi interessarsi alla recitazione.
Formatosi come attore al Teatro reale danese, si è trasferito negli Stati Uniti d'America alla fine degli anni ottanta dopo una manciata di ruoli nel cinema d'autore danese. Grazie all'aspetto scarmigliato e voce cavernosa, è stato subito sfruttato in parti da cattivo horror, tra cui in una puntata del telefilm I racconti della cripta, nel film direct-to-video Critters 4 e nella saga di film di serie B Subspecies (1991–1998), dove ha vestito i panni del vampiro Radu Vladislas in tutti e quattro i suoi capitoli principali. 
Ma il ruolo per cui è rimasto più impresso al pubblico americano è forse quello di Cesar Faison nella popolare e longeva soap opera General Hospital: introdotto nel 1990 come nemico giurato della coppia Anna Devane e Robert Scorpio, il personaggio di Hove è uscito di scena una prima volta nel 1992, comparendo poi l'anno seguente in un crossover con la soap Quando si ama, anch'essa trasmessa da ABC. Insoddisfatto dalla direzione presa dal personaggio e desideroso di trascorrere più tempo con la sua famiglia, tornata in Danimarca, l'attore ha fatto ritorno in patria a metà anni novanta, diventando una presenza frequente nei film dei registi del Dogma 95, soprattutto Lars von Trier. Ha finito comunque per riprendere in mano i panni di Faison su General Hospital dal 1999 al 2000, confluendo poi nello spin-off Port Charles, nuovamente dal 2012 al 2014 e infine nel 2018.
Sposato dal 1980 con la ballerina statunitense Ann Thayer Crosset, ha avuto da lei due figli, il maggiore dei quali, Elliott (n. 1988), l'ha seguito nella recitazione. Padre e figlio hanno recitato assieme nei film Vinterbrødre (2017) e Paziente 64 - Il giallo dell'isola dimenticata (2018), in cui interpretano lo stesso personaggio a età diverse.

## Filmografia parziale

### Cinema
- Midt om natten, regia di Erik Balling (1984)
- Oviri, regia di Henning Carlsen (1986)
- Notater om kærligheden, regia di Jørgen Leth (1989)
- Subspecies, regia di Ted Nicolaou (1991)
- Critters 4, regia di Rupert Harvey (1992)
- Bloodstone: Subspecies II, regia di Ted Nicolaou (1993)
- Bloodlust: Subspecies III, regia di Ted Nicolaou (1994)
- Idioti (Idioterne), regia di Lars von Trier (1998)
- Subspecies 4: Bloodstorm, regia di Ted Nicolaou (1998)
- Mifune - Dogma 3 (Mifunes sidste sang), regia di Søren Kragh-Jacobsen (1999)
- Den eneste ene, regia di Susanne Bier (1999)
- At kende sandheden, regia di Nils Malmros (2002)
- Le cinque variazioni (De fem benspænd), regia di Lars von Trier e Jørgen Leth (2003) – filmati d'archivio da Notater om kærligheden
- Il grande capo (Direktøren for det hele), regia di Lars von Trier (2006)
- Frygtelig lykkelig, regia di Henrik Ruben Genz (2008)
- Sorg og glæde, regia di Nils Malmros (2013)
- Nymphomaniac: Vol. I, regia di Lars von Trier (2013)
- Vinterbrødre, regia di Hlynur Pálmason (2017)
- Pietro il fortunato (Lykke-Per), regia di Bille August (2018)
- Paziente 64 - Il giallo dell'isola dimenticata (Journal 64), regia di Christoffer Boe (2018)
- Pigen med nålen, regia di Magnus von Horn (2024)

### Televisione
- General Hospital – serial TV, 65 puntate (1990–2018)
- I racconti della cripta (Tales from the Crypt) – serie TV, episodio 4x05 (1992)
- Quando si ama (Loving) – serial TV, 26 puntate (1993)
- Cagney & Lacey: The Return, regia di James Frawley – film TV (1994)
- The Kingdom - Il regno (Riget) – serie TV, episodio 2x04 (1997)
- Port Charles – serial TV, ?? puntate (2000)
- The Killing (Forbrydelsen) – serie TV, episodi 1x14-1x15 (2007)
- The Bridge - La serie originale (Bron/Broen) – serie TV, episodi 3x02-3x05 (2015)
- Equinox – serie TV, episodio 1x01 (2020)
- L'uomo delle castagne (Kastanjemanden) – serie TV, 5 episodi (2021)

## Doppiatori italiani
Nelle versioni in italiano dei suoi film e serie televisive, Anders Hove è stato doppiato da:
- Leslie La Penna in Critters 4
- Manfredi Aliquò in The Bridge - La serie originale
- Luigi La Monica in Pietro il fortunato
- Rodolfo Traversa in Paziente 64 - Il giallo dell'isola dimenticata